# Chiara Conti
Chiara Conti (Firenze, 18 luglio 1974) è un'attrice italiana.

## Biografia
Inizia lavorando in televisione nei primi anni novanta nella trasmissione Non è la Rai. Nel 1995 vince il concorso Bellissima. Quindi frequenta vari corsi d'improvvisazione teatrale di Nicola Zavagli e stages di recitazione con Geraldine Baron e Pasquale Festa Campanile, Pietro Bartolini, Susan Betson, frequenta i corsi di dizione tenuti da Pietro Bartolini. Esordisce come attrice teatrale ne L'assassinio di Marat, regia di Pietro Bartolini, poi recita ne Il girotondo, regia di Nicola Zavagli.
Tra i suoi primi lavori cinematografici, ricordiamo: Sogno di una notte di mezza estate di Michael Hoffman e L'ultima lezione, regia di Fabio Rosi, che la porterà al provino e poi al film L'ora di religione di Marco Bellocchio, unico film italiano in concorso al Festival di Cannes 2002. Nel 2004 interpreta il ruolo di Fulvia nel film Promessa d'amore, diretto da Ugo Fabrizio Giordani. Nel 2005 è nel cast di Musikanten di Franco Battiato, presentato alla Mostra Internazionale del Cinema di Venezia dello stesso anno e uscito nelle sale il 3 marzo 2006. Ha un ruolo da componente del cast principale (ma non da protagonista) nella fiction La omicidi nel ruolo di Irene. Nel 2006 è protagonista, con il ruolo di Olivia, di H2Odio, regia di Alex Infascelli, ed è la protagonista di una nuova fiction di Raiuno, intitolata Butta la luna, scritta da Maria Venturi e diretta da Vittorio Sindoni. Partecipa inoltre alla serie tv E poi c'è Filippo interpretando un ruolo secondario.
Nel 2007 è nel video di Franco Battiato e nel film sempre con la regia di Franco Battiato Niente è come sembra. È tra i protagonisti della miniserie tv in due puntate, Le ragazze di San Frediano, regia di Vittorio Sindoni. Il ruolo da lei interpretato è quello di Gina. Nello stesso anno è la protagonista femminile de Il capitano 2, regia di Vittorio Sindoni.
Nel 2009 è la protagonista della seconda stagione di Butta la luna, che non riesce a bissare il successo della prima. Nello stesso anno, è una componente del cast di una nuova trasposizione televisiva di David Copperfield, prodotta integralmente dalla Rai, dove ha il ruolo di Clara Copperfield. Inoltre è tra i protagonisti della serie televisiva La scelta di Laura, regia di Alessandro Piva. Nel 2011 è nel cast dell'ultima stagione di Distretto di Polizia, nel quale interpreta l'ex moglie del vicequestore Leonardo Brandi (Andrea Renzi). Nel 2020 è nel cast della serie tv Il commissario Ricciardi, nella quale interpreta Marta, la madre del commissario. Dal 2020 interpreta Lara Martinelli in Un posto al sole.

## Filmografia

### Cinema
- The Protagonists, regia di Luca Guadagnino (1999)
- Sogno di una notte di mezza estate, regia di Michael Hoffman (1999)
- Faccia di Picasso, regia di Massimo Ceccherini (2000)
- L'ultima lezione, regia di Fabio Rosi (2001)
- Benzina, regia di Monica Stambrini (2001)
- L'ora di religione, regia di Marco Bellocchio (2002)
- Promessa d'amore, regia di Ugo Fabrizio Giordani (2004)
- Il servo ungherese, regia di Giorgio Molteni e Massimo Piesco (2004)
- Musikanten, regia di Franco Battiato (2005)
- H2Odio, regia di Alex Infascelli (2006)
- Niente è come sembra, regia di Franco Battiato (2007)
- La canarina assassinata, regia di Daniele Cascella (2008)
- L'innocenza di Clara, regia di Toni D'Angelo (2012)
- Una diecimilalire, regia di Luciano Luminelli (2015)
- Una gita a Roma, regia di Karin Proia (2016)

### Televisione
- I.A.S. - Investigatore allo sbaraglio, regia di Giorgio Molteni – film TV (1999)
- Incantesimo – soap opera (2001)
- Onora il padre, regia di Gianpaolo Tescari (2001)
- La omicidi, regia di Riccardo Milani – serie TV (2004)
- Le cinque giornate di Milano, regia di Carlo Lizzani – miniserie TV (2004)
- Ti piace Hitchcock?, regia di Dario Argento (2005)
- Giovanni Paolo II, regia di John Kent Harrison – miniserie TV (2005)
- E poi c'è Filippo, regia di Maurizio Ponzi (2006)
- Butta la luna, regia di Vittorio Sindoni (2006-2009)
- Crimini: Morte di un confidente, regia di Manetti Bros. (2007)
- Le ragazze di San Frediano, regia di Vittorio Sindoni (2007)
- Il capitano 2, regia di Vittorio Sindoni (2007)
- Distretto di Polizia – serie TV, 2 episodi (2008-2011)
- David Copperfield, regia di Ambrogio Lo Giudice – miniserie TV (2009)
- La scelta di Laura, regia di Alessandro Piva (2009)
- R.I.S. Roma 3 - Delitti imperfetti, regia di Francesco Micciché – serie TV, 8 episodi (2012)
- 1993, regia di Giuseppe Gagliardi – serie TV, 3 episodi (2017)
- Scomparsa, regia di Fabrizio Costa – serie TV, episodio 1x12 (2017)
- L'allieva, regia di Fabrizio Costa – serie TV (2018)
- 1994, regia di Giuseppe Gagliardi – serie TV, 4 episodi (2019)
- I delitti del BarLume - serie TV (2020) episodio Ritorno a Pineta
- Un posto al sole – soap opera (2020-2024)
- Il commissario Ricciardi, regia di Alessandro D'Alatri - serie TV (2021-in produzione)

### Cortometraggi
- Stesso posto, stessa ora, regia di Werther Germondari e Fabio Rosi (1999)